# 이웃사람 (영화)
"이웃사람"은 2012년에 개봉한 대한민국의 영화이다.

## 캐스팅
주연
- 김윤진 : 송경희 역. 이 영화의 여주인공. 202호 여선 엄마
- 마동석 : 안혁모 역. 이 영화의 페이크 남주인공. 302호 깡패 사채업자
- 천호진 : 표종록 역. 이 영화의 진 남주인공. 강산맨션 경비원
- 김성균 : 류승혁 역. 이 영화의 메인 빌런. 102호 연쇄살인범
- 김새론 : 유수연 / 원여선 역. 이 영화의 서브 여주인공. 202호 소심한 성격의 소녀 / 303호 오지랖 넓고 사교성 좋은 성격의 소녀
- 임하룡 : 김상영 역. 이 영화의 서브 남주인공 가방가게 사장
- 장영남 : 하태선 역. 303호 수연의 엄마. 강산맨션 부녀회장
- 도지한 : 안상윤 역. 피자 배달부

조연
- 김기천 : 황재연 역. 강산맨션 경비원
- 이장유 : 조반장 역
- 곽인준 : 안동주 역
- 차현우 : 이형사 역
- 조유신 : 김형사 역
- 한성천 : 강형사 역
- 김미경 : 상영부인 역

단역
- 유민경 : 은행여직원 역
- 성인자 : 부동산 여주인 역
- 김우진 : 선원사무소직원 역
- 조주경 : 빌라아줌마 1 역
- 오정원 : 빌라아줌마 2 역
- 신나리 : 빌라아줌마 3 역
- 윤민수 : 정비소직원 역
- 유주한 : 경비실청년 역
- 박종혁 : 뉴스앵커(YTN) 역
- 전재영 : 카메라기자(YTN) 역
- 유재현 : 윗집남 역
- 김동현 : 현장검증 카메라기자 역
- 설지윤 : 라디오뉴스앵커목소리 역
- 강혜경 : 신혼 부부 여 역
- 한재훈 : 승용차운전 남 역
- 박인규 : 이삿짐 남 역
- 김영희 : 혁모 모친 역
- 지수민 : 종록 아내 역
- 김태희 : 종록 딸 역
- 조아라 : 승혁 아내 역
- 한준혁 : 승혁 아들 역
- 이도아 : 혁모 처 역
- 석은후 : 혁모 딸 역
- 강풀 : 가방가게모자 남 역

우정출연
- 김정태 : 김종국 역. 표종록의 친구
- 정인기 : 김홍중 역. 혁모의 외삼촌
- 차광수 : 원정만 역. 여선의 아빠

## 같이 보기
- 이웃사람